# Peter Levstek
Peter Levstek, slovenski častnik, dr. vet. med.
Podpolkovnik Levstek je pripadnik SV.

## Vojaška kariera
- načelnik, Veterinarska služba Slovenske vojske (2001)

## Odlikovanja in priznanja
- bronasta medalja Slovenske vojske (24. oktober 2000)